# Pertominsk
Pertominsk (en russe : Пертоми́нск) est un village du raïon du Littoral dans l'oblast d'Arkhangelsk. C'est le centre administratif de la municipalité de Pertominsk. C'était un village du SLON durant l'époque soviétique.

## Géographie
Pertominsk est situé dans la baie de la Dvina et la baie d'Ounskouïa sur les côtes de la mer Blanche.

## Le SLON
Le village est apparu à l'emplacement du monastère de la Transfiguration de Pertominsk fondé en 1617.
En 1919, la Tchéka établit un certain nombre de camps de travaux forcés dans le Gouvernement d'Arkhangelsk et notamment à Pertominsk.
En 1921, trois camps reçoivent la dénomination de Camps du nord à destination spéciale ou SLON : celui de Pertominsk, celui de Kholmogory et celui de Solovki.
Les détenus de Petrominsk provenaient en fait de Kholmogory (à l'origine un autre monastère). Selon leur témoignage, quand ils arrivent, ils sont accueillis par des cris et des menaces. Ils sont alors enfermés à six dans de minuscules cellules de moines avec des lits pleins de parasites. Il leur est interdit de lire et d'écrire. Le camarade Bachoulis qui commande le camp tente de les briser mais les zeks se lancent alors dans une série de grèves de la faim pour protester. En avril 1921, un groupe de détenus exige des rations alimentaires convenables pour continuer à travailler. Les autorités d'Arkhangelsk exaspérées condamnent à mort 540 prisonniers pour insubordination qui furent tous dûment exécutés.
En 1920, ce monastère est fermé sous le régime soviétique. Sur les cartes anciennes des années 1930-1940, à l'emplacement du monastère, est indiquée une commune du nom de Staline.
De 1943 à 1958 Pertominsk était le centre du raïon de Belomorsk dans l'oblast d'Arkhangelsk.

## Population
En 2002, la population du village s'élevait à 366 habitants à Pertominsk, dont 76 % de Russes.

## Cartes
- Пертоминск на карте-километровке
- Пертоминск на карте Wikimapia Pertominsk sur la carte Wikimapia